# Paul Derks
Paul Derks (* 8. März 1944 in Gladbeck) ist ein deutscher Germanist.

## Leben
Derks belegte ein Studium der deutschen Philologie in Münster, Freiburg im Breisgau und Bochum. Seine Promotion war in Münster 1969; die Habilitation 1981 in Essen. Er lehrte als außerplanmäßiger Professor und Privatdozent an der Universität Duisburg-Essen. Sein 1990 erschienenes Werk Die Schande der heiligen Päderastie bedeutete einen entscheidenden Impuls zur Beschäftigung mit dem Thema der Homosexualität in der deutschen Literaturwissenschaft. 2009 wurde er emeritiert.

## Veröffentlichungen (Auswahl)
- Die sapphische Ode in der deutschen Dichtung des 17. Jahrhunderts (= Dissertation, Münster, 14. Februar 1969)
- Raabe-Studien: Beiträge zur Anwendung psychoanalytischer Interpretationsmodelle. Bouvier, Bonn 1976, ISBN 3-416-01226-7
- Die Siedlungsnamen der Stadt Essen. Historischer Verein für Stadt und Stift Essen, Essen 1985 (= Essener Beiträge Bd. 100)
- Die Schande der heiligen Päderastie. Homosexualität und Öffentlichkeit in der deutschen Literatur 1750–1850. Verlag Rosa Winkel, Berlin 1990, ISBN 3-921495-58-X (= Homosexualität und Literatur Bd. 3; zugleich Habilitationsschrift, Universität-Gesamthochschule Essen, 1981)
- Von Angermund bis Zeppenheim. Die Ortsnamen des Düsseldorfer Stadtbezirks 5. Heimat- und Kulturkreis Wittlaer, Düsseldorf 1994
- Gerswid und Altfrid. Zur Überlieferung der Gründung des Stiftes Essen. Historischer Verein für Stadt und Stift Essen, Essen 1995, ISBN 3-9802198-9-5 (= Essener Beiträge Bd. 107)
- In pago qui dicitur Moswidi. Beiträge zur Ortsnamenkunde der Nordheide. Geschichts- und Museumsverein, Buchholz/Nordheide 1999
- Im Lande Keldaggouue. Beiträge zur niederfränkischen Siedlungsnamen-Forschung im Umkreis der Stadt Meerbusch. Heimatkreis Lank, Meerbusch 1999, ISBN 3-930042-07-X
- Von der Anger bis zum Schwarzbach. Die Gewässernamen des Düsseldorfer Stadtbezirks 5. Heimat- und Kulturkreis Wittlaer, Düsseldorf 2002
- Der Siedlungsname Sinsen. Verein für kulturelle Kreativität, Sinsener Art, Marl 2003
- Die Siedlungsnamen der Stadt Lüdenscheidt. Geschichts- und Heimatverein Lüdenscheid, Lüdenscheidt 2004, ISBN 3-9804512-3-2
- Die Siedlungsnamen der Gemeinde Weeze am Niederrhein. Gemeinde Weeze, Weeze 2006
- Die Siedlungsnamen der Gemeinde Uedem am Niederrhein. Gemeinde Uedem, Uedem 2007
- Die Siedlungsnamen der Stadt Gladbeck in Westfalen. Museum der Stadt Gladbeck, Gladbeck 2009, ISBN 978-3-923815-47-0
- Die Siedlungsnamen der Stadt Sprockhövel. Sprachliche und geschichtliche Untersuchungen. Bochum 2010, ISBN 978-3-8196-0760-8
- (unter Mitarbeit von Eberhard Goeke:) Die Siedlungsnamen der Gemeinde Wickede (Ruhr). Sprachliche und geschichtliche Untersuchungen (= Verein für Geschichte und Heimatpflege Wickede [Ruhr]. Information für Heimatfreunde, 11)". Wickede (Ruhr) 1988. 53 S.
- (unter Mitarbeit von Susanne Haeger) Widuberg – Weinberg – Weingarten im Stift Werden. Tatsachen und Überlegungen. Essen o. J. [1991]. 18 S. 4°
- Die Siedlungsnamen des Dortmunder Stadtbezirks Aplerbeck. Sprachliche und geschichtliche Untersuchungen (= Geschichtsblätter des Aplerbecker Geschichtsvereins, Sonderheft). Dortmund 2000. 51 S. 4°.
- Die Siedlungsnamen der ehemaligen Gemeinde Amecke, Stadt Sundern (Sauerland). Sprachliche und geschichtliche Untersuchungen. Sundern (Sauerland) 2015. 90 S. 4°
- Kettwig und Katernberg: ein verkanntes Essener Namenpaar. Sprachliche und geschichtliche Untersuchungen. Mit einem Ausblick auf Laupendahl und die Burgen Landsberg und Hugenpoet. Essen 2017. 103 S. 4°
- Die Siedlungsnamen der Stadt Ratingen. Sprachliche und geschichtliche Untersuchungen. Ratingen 2019. 48 S.
- ham und hlâr-. Zaun und Hegung in westfälischen Ortsnamen. Hg. von der Forschungsgemeinschaft zur Geschichte des Nordmünsterlandes e. V. (Nordmünsterland-Studien, 2). Lage 2019. 148 S. 8°, ISBN 978-3-89918-076-3

Herausgeber:
- August Herzog von Sachsen-Gotha: Ein Jahr in Arkadien. Verlag Rosa Winkel, Berlin 1985, ISBN 3-921495-76-8